# ダイビング (サッカー)

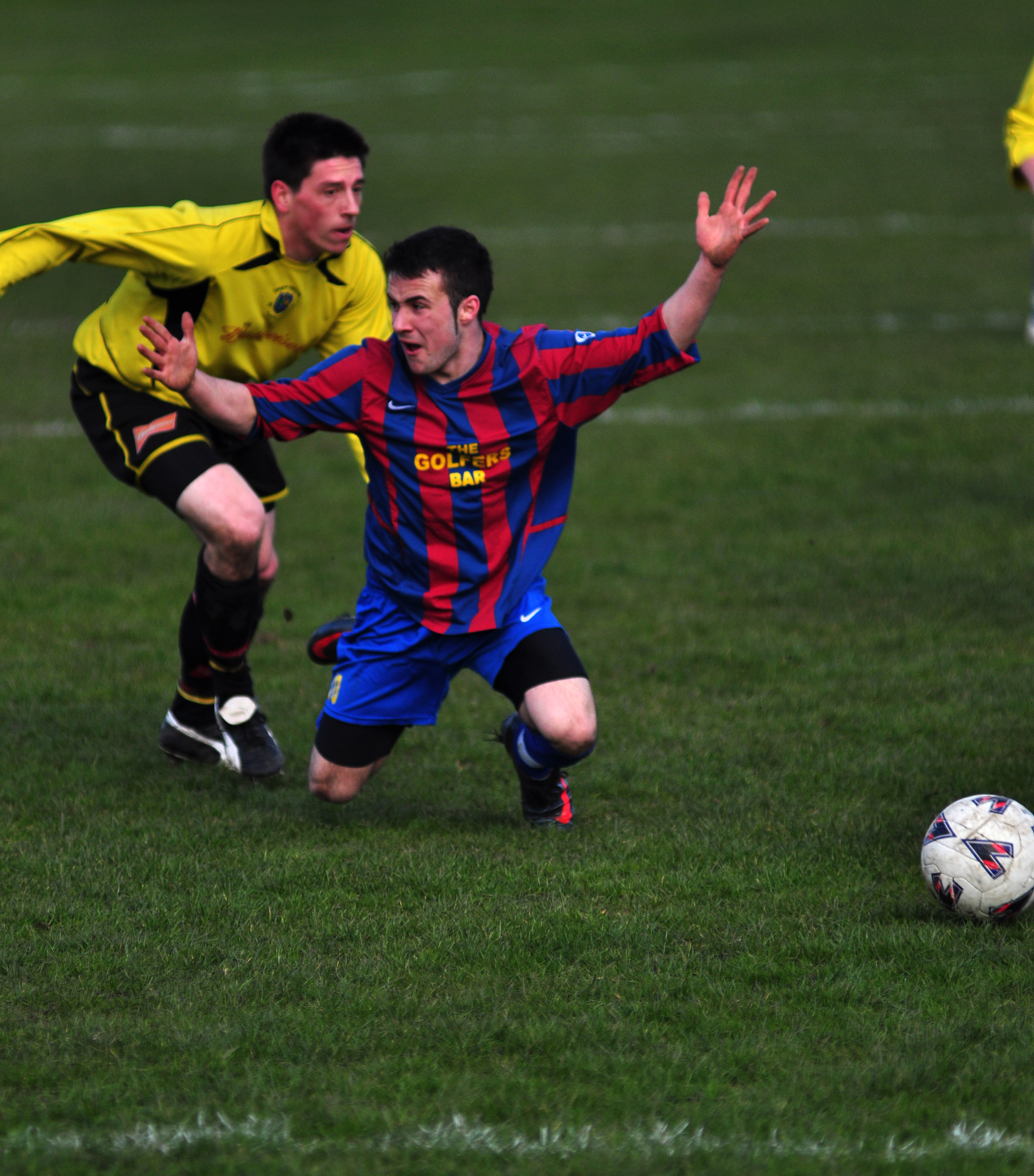
両腕を挙げ、審判の方を見て倒れる選手

サッカーにおけるダイビング (diving) は、選手がファウルを受けたふりをして不正に利益を得ようとする行為、特にペナルティエリア内あるいは付近でペナルティーキックやフリーキックを獲得するために飛び込むように転倒する行為を指す。ダイビングのほかにフロッピング(flopping)、シミュレーション (simulation, 主にFIFAが使用)、シュヴァルベ (Schwalbe, ドイツ語でツバメ)という呼称もある。サッカー競技規則ではダイビングは非スポーツマン行為として処罰の対象に定められている。ダイビングを頻発する選手はダイバーと呼ばれ忌み嫌われる。

## 特徴
2009年の研究では、ダイビングの特徴が以下のようにまとめられた：
- 実際の接触からダイビングに移るまで間があることが多い。
- 実際にタックルで突き飛ばされた場合より飛距離が大きい。
- 腕に接触があったときに顔を押さえて痛がるなど接触した場所ではないところを痛がることが多い。
- 頭をのけぞらせ、胸を突き出し、腕と脚を伸ばす"アーチャーの弓"と呼ばれるポーズをとることが多い。

## ダイバーとされる選手
- アリエン・ロッベン[4]
- クリスティアーノ・ロナウド[4]
- アシュリー・ヤング[5]
- ネイマール[6]
- ルイス・スアレス[6]